# Клеси (Калвадос)
Клеси (фр. Clécy) насеље је и општина у северној Француској у региону Доња Нормандија, у департману Калвадос која припада префектури Кан.
По подацима из 2011. године у општини је живело 1257 становника, а густина насељености је износила 51,04 становника/km². Општина се простире на површини од 24,63 km². Налази се на средњој надморској висини од 80 метара (максималној 261 m, а минималној 31 m).

## Демографија
| 1962. | 1968. | 1975. | 1982. | 1990. | 1999. | 2011. |
| ----- | ----- | ----- | ----- | ----- | ----- | ----- |
| 1.201 | 1.238 | 1.187 | 1.197 | 1.182 | 1.252 | 1.257 |

График промене броја становника у току последњих година